# Ferdinand Sauerbruch
Pour les articles homonymes, voir Sauerbruch.
Ernst Ferdinand Sauerbruch (né le 3 juillet 1875 à Barmen (aujourd'hui partie de Wuppertal) et mort le 2 juillet 1951 à Berlin) est un chirurgien allemand. Il est l'un des chirurgiens allemands les plus importants par ses inventions et des plus influents de la première moitié du XXe siècle par ses prises de position publiques.

## Biographie

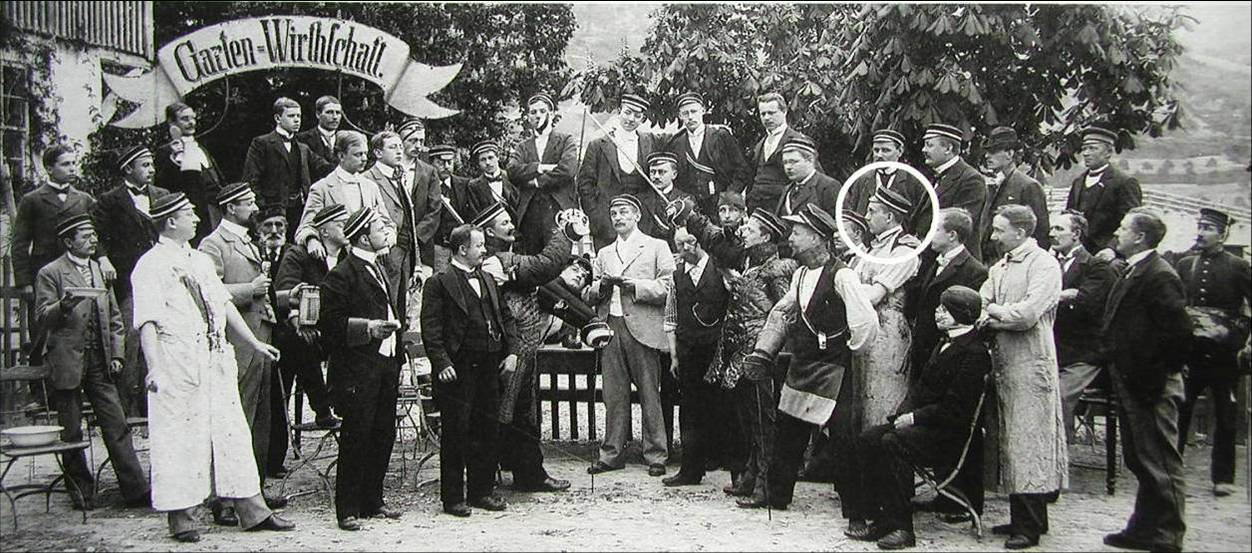
Sauerbruch comme médecin sanitaire lors d'une mensur à Iéna (1901).

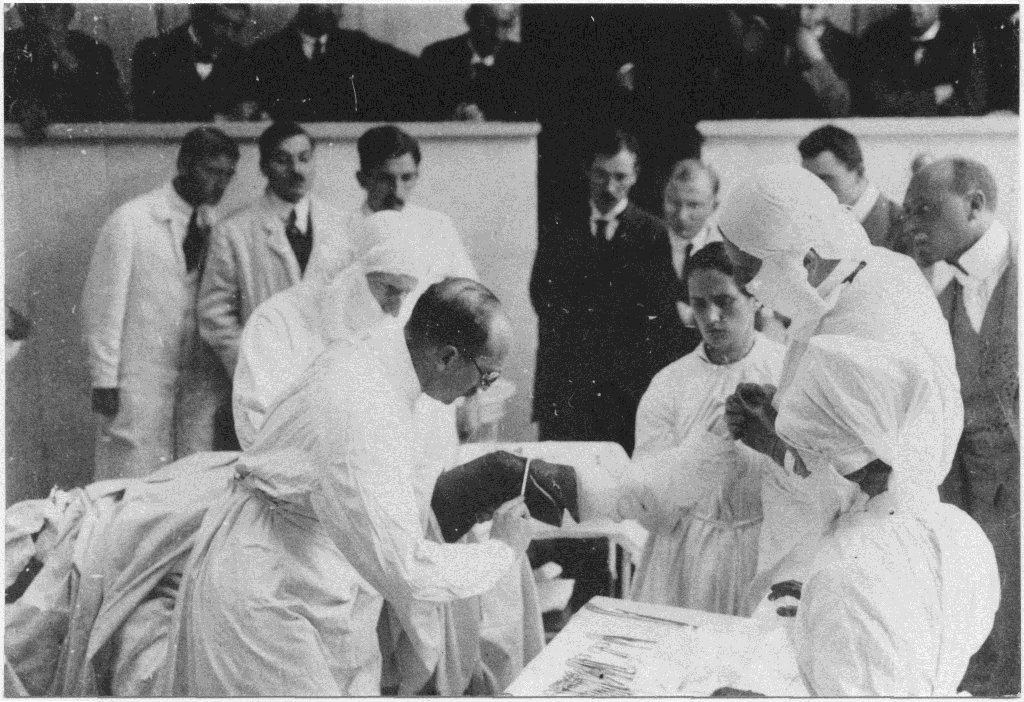
Sauerbruch lors d'un cours de médecine à l'université de Zurich environ 1915.

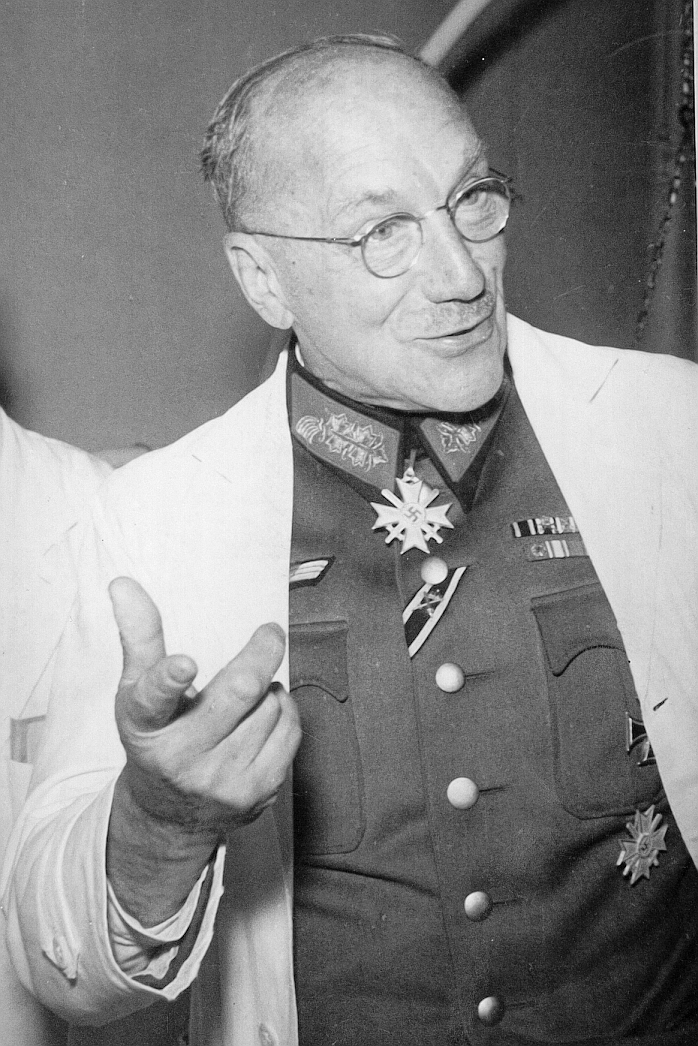
Ferdinand Sauerbruch lors d'une visite à Bruxelles (1943).

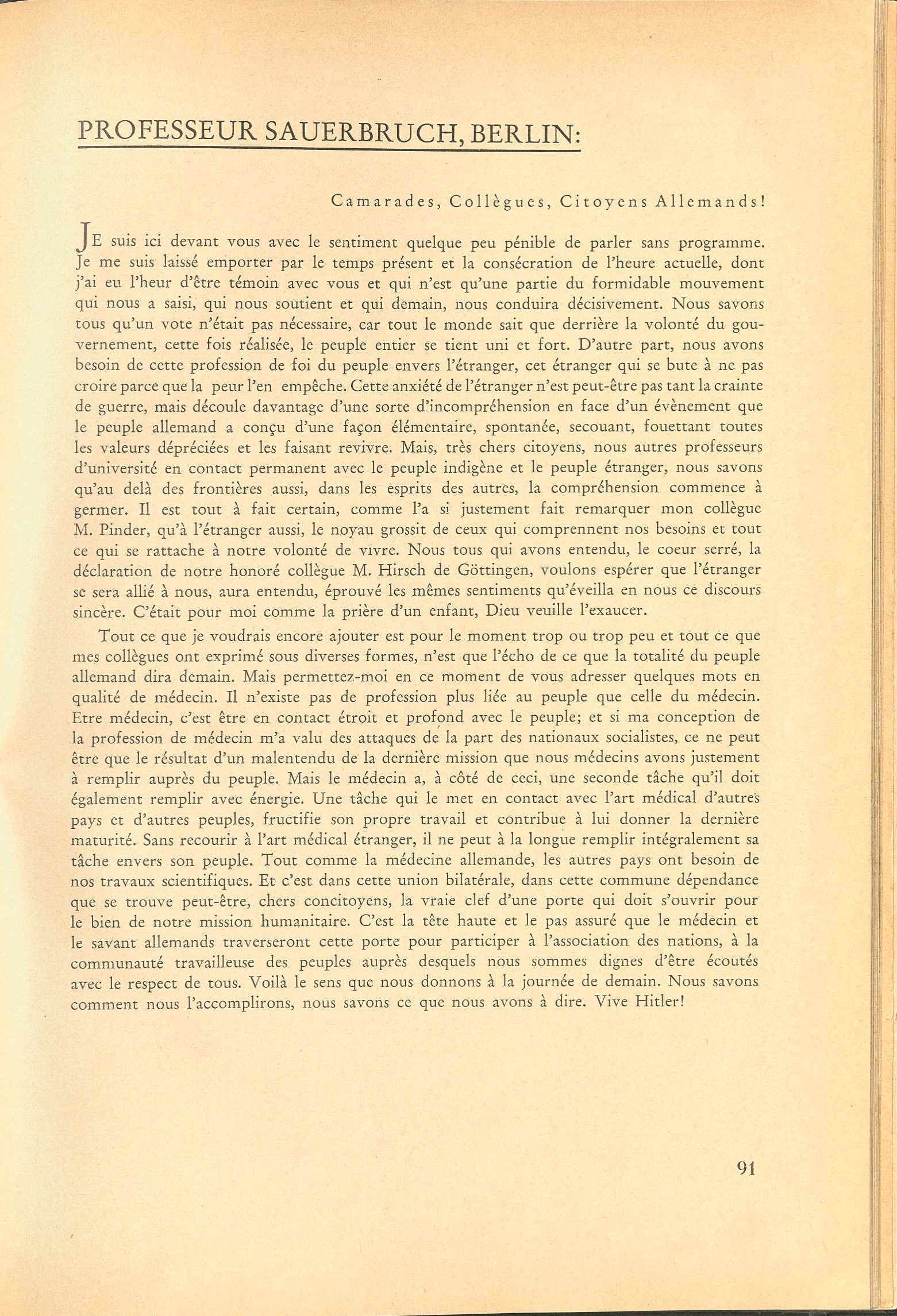
Déclaration des professeurs des universités et écoles supérieures allemandes envers Adolf Hitler (1933).

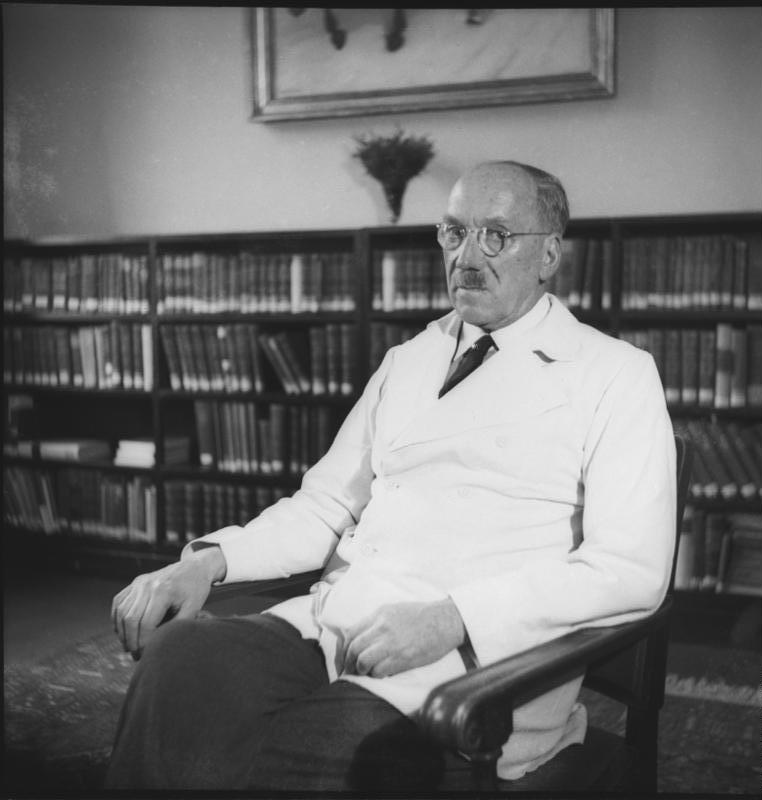
Ferdinand Sauerbruch en 1946.

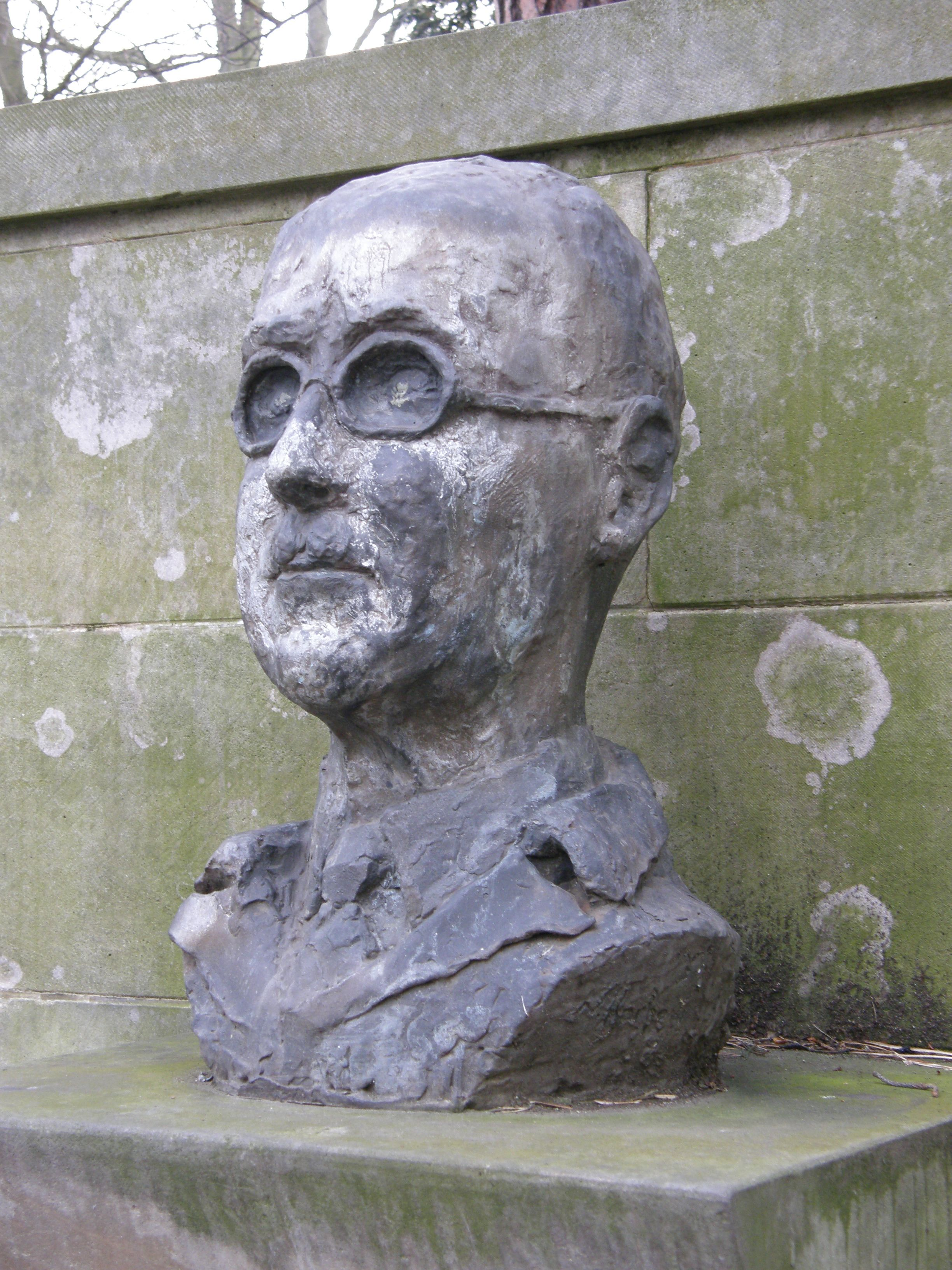
Buste en bronze de Sauerbruch à Berlin-Grunewald.

Timbre de la Bundespost Berlin à l'occasion du centenaire de la naissance de Ferdinand Sauerbruch.

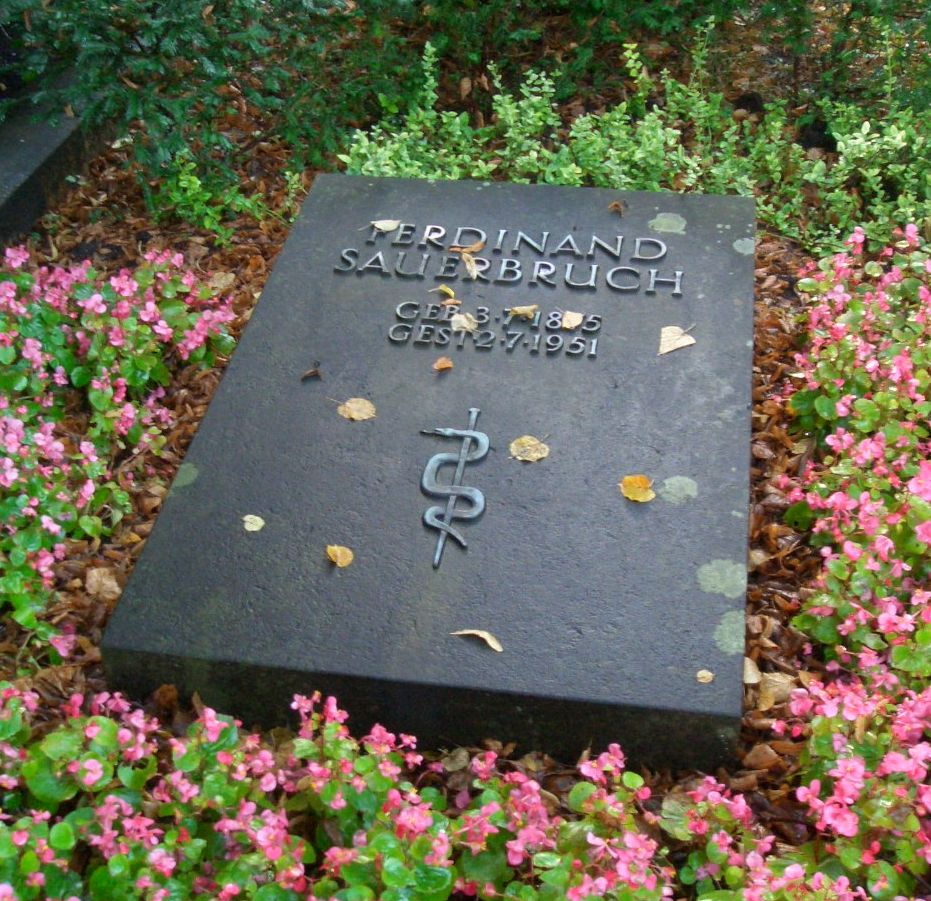
Tombe de Sauerbruch au cimetière de Wannsee.

### Études
Sauerbruch obtient son baccalauréat (Abitur) en 1895 dans un lycée scientifique (Realgymnasium (de)) d'Elberfeld. À l'époque, la connaissance du grec ancien était obligatoire pour les études de médecine; c'est pourquoi il prépare et passe avec succès en 1896 un examen de latin et de grec ancien au lycée classique Otto-Pankok (de) à Mülheim, maintenant en Rhénanie-du-Nord-Westphalie.
Il commence ses études universitaires par des études de sciences naturelles à l'université Philipps de Marburg. Il s'inscrit ensuite à la faculté de médecine de l'université de Leipzig et, après un bref séjour d'études à l'université Friedrich Schiller d'Iéna, il passe l'examen d'État Staatsexamen (de) en médecine en 1901 et soutient une thèse de doctorat en médecine en 1902, à l'université de Leipzig.
Pendant ses études de médecine, il est membre d'associations d'étudiants (les Burschenschaft) dont certaines ont survécu encore maintenant. Lors des duels durant les rituels d'initiation (les mensur), Sauerbruch officie comme médecin sanitaire (le Paukarzt (de)).
Il devient d'abord membre de la fraternité étudiante (la Burschenschaft) « Pharmacia », une association orientée pharmacie et sciences naturelles, précurseur de l'actuelle fraternité Landsmannschaft Hasso-Borussia Marburg (de). Mais il quitte cette association assez rapidement et devient membre de l'association des étudiants en médecine et sciences naturelles de Marburg, aujourd’hui l'association Landsmannschaft Nibelungia (de), qu'il doit quitter pour « comportement déplacé » encore pendant sa période de probation. À Iéna, il devient membre associé Conkneipant (de) de l'association Turnerschaft Borussia Jena, et intervient comme médecin sanitaire Paukarzt (de) lors des combats de mensur.

### Premières années de médecin
Sauerbruch travaille brièvement comme médecin de campagne à proximité d'Erfurt, avant de devenir assistant à l’hôpital des diaconesses de Cassel. La même année, il change et devient assistant en chirurgie à l'hôpital d’Erfurt, où en 1902 il devient premier médecin assistant Assistenzarzt. En 1903 Sauerbruch travaille à l'hôpital de Moabit de Berlin, et la même année déménage pour la clinique chirurgicale de l'université de Wrocław (à l'époque Wrocław est une ville allemande) où il est assistant du professeur Johann von Mikulicz. C'est là qu'il développe la chambre de dépression qui permet les opérations à thorax ouvert, au dixième de la pression atmosphérique normale. Il soutient une habilitation en chirurgie en 1905 et est, pendant deux ans, chirurgien à la clinique universitaire de Greifswald (de).

### Professeur d'université
En 1908, Sauerbruch devient professeur et médecin-chef à Marbourg. Depuis 1910, il est professeur de chirurgie à l'université de Zurich et directeur de la clinique chirurgicale et polyclinique de l'hôpital universitaire de Zurich.
De 1918 à 1928 il travaille à l'université de Munich, et il fait du département de chirurgie un établissement florissant. Pendant la république des conseils de Bavière en 1919, il opère le jeune comte Arco auf Valley, assassin de Kurt Eisner et aussi Erhard Auer (de), politicien social-démocrate. Simultanément, avec l'appui de l'industriel suisse Brown, Boveri & Cie, il fonde une société pour promouvoir un nouveau modèle de prothèse de l'avant-bras qu'il a inventé (cf. infra. § Réalisations), DERSA, (1919-1920). 
Après le putsch de la Brasserie du 8 et 9 novembre 1923, il soigne au domicile de Ernst Hanfstaengl, la blessure à l'épaule gauche d'Adolf Hitler, qui avait fui la police.
De 1928 à 1949, il exerce à la Hôpital universitaire de la Charité de Berlin. C'est là qu'il acquiert une renommée internationale par ses opérations chirurgicales innovantes, et par son habileté exceptionnelle. Il soigne et opère de nombreux patients, parmi eux des personnalités célèbres, avec beaucoup d'attention et de dévouement. Sauerbruch se lie d'amitié avec Max Liebermann qui est son voisin à Berlin. Quand, en 1932, Liebermann tombe gravement malade, c'est grâce aux soins de Sauerbruch qu'il recouvre la santé. Liebermann en fait un portrait en 1932. Malgré les représailles croissantes que les nationaux-socialistes exercent contre Liebermann qui est juif, la relation amicale persiste, et Sauerbruch et son fils Hans sont parmi les personnalités présentes lors des obsèques de Max Liebermann, mort en 1935 à Berlin.

### La période du national-socialisme
L'attitude de Sauerbruch envers le régime nazi fait encore débat. Il est sensible aux honneurs et aux promotions que lui prodigue le régime, et le soutient dans de nombreux aspects de sa politique. Il n'est pourtant pas membre du NSDAP et s'oppose à divers programmes, dont le programme d'euthanasie.
Le 11 novembre 1933, a lieu à Leipzig une assemblée où est prononcée une déclaration des professeurs des universités et écoles supérieures allemandes envers Adolf Hitler (de). Sauerbruch participe à cette grande manifestation de soutien à un référendum organisé par Hitler et il est l'un des orateurs. Les textes de cette manifestation sont édités sous forme d'une brochure en allemand, anglais, français, italien et espagnol, accessibles maintenant en ligne. Il est également coauteur d'un ouvrage collectif intitulé « l'Allemagne exige l'égalité des droits », paru aux éditions pro-nazies Armanen-Orden (de) en 1933.
En 1934, Göring le nomme conseiller de l'État prussien.
Le meilleur élève de Sauerbruch, Rudolf Nissen, est juif. Dès le printemps 1933, il part en Turquie, avec un contrat de travail de trois ans, et en concertation avec Sauerbruch, et il occupe une chaire à l'université d'Istanbul. Toutefois, Philipp Schwartz rapporte que Sauerbruch a tenté de remplacer les médecins réfugiés à la fin de leurs contrats, en général de trois ans, par des médecins fidèles au régime nazi, mais que ceci avait été empêché par l'ambassadeur Wilhelm Fabricius (de). Et en effet, on trouve dans les papiers de Sauerbruch des listes de noms d'émigrés dénoncés comme « non ariens ». Nissen lui-même écrit dans son autobiographie que son patron n'était pas antisémite, et qu'il a aidé de nombreux émigrés par des lettres de recommandation. Sauerbruch a tenté de maintenir après 1933 des contacts avec des amis ou connaissances allemands et juifs, malgré des désagréments causés par le régime. Ceci est rapporté entre autres par Robert M. W. Kempner (de), Richard Willstätter et Paul Rosenstein (de).
En 1937, Sauerbruch participe en septembre de cette année au Reichsparteitag du parti national-socialiste à Nuremberg, où il accepte de recevoir (en le partageant avec August Bier (de)) le prix prix national allemand pour l'art et la science (de) créé par Hitler pour se substituer au prix Nobel que Hitler interdisait aux Allemands d'accepter depuis que Carl von Ossietzky avait reçu le prix Nobel de la paix. Le discours d'acceptation de Sauerbruch est conservé. Il est d'une phraséologie typique pour le fascisme de l'époque. Une partie, prononcée du ton martial en usage, peut être écoutée en ligne. Le discours complet figure en appendice dans l'article de Dewey et al..
En 1937, Sauerbruch est appelé à siéger au Reichsforschungsrat (conseil pour la recherche du Reich), où il exerce la fonction de chef de la section médicale, créé cette même année, après avoir fait partie, depuis quelques années, du conseil central de la Deutsche Forschungsgemeinschaft. Ce conseil soutient aussi des projets de recherche des SS, parmi lesquels des expériences humaines en camp de concentration. En 1942, Sauerbruch est nommé médecin général de l'armée (« Generalarzt »), et à ce titre attribue dès cette année les moyens pour des « expériences médicales » sur des détenus du camp de concentration de Natzwiller-Struthof. En revanche, Sauerbruch proteste contre le programme d'euthanasie intitulé « Euthanasie Programm T4 » en interpellant le ministre de la Justice. Il rejoint là un mouvement assez large de protestation dans la communauté scientifique et médicale allemande.
Sauerbruch a été membre de la Mittwochsgesellschaft (de), une association privée de seize membres pour l'avancement des sciences, qui se réunissait un mercredi sur deux, dans les résidences des membres. Il a donc accueilli également des réunions de cette assemblée dans sa maison de Berlin-Wannsee. Cette association était purement scientifique; ses membres étaient parfois opposés au régime, parfois en étaient partisans. Quatre des seize membres sont exécutés après l'échec du complot du 20 juillet 1944, Sauerbruch est interrogé deux fois, mais n'est pas arrêté. La société est dissoute.
En 1943, Sauerbruch est décoré de la croix du Mérite de guerre.

### Après la guerre
Sauerbruch continue à opérer dans un bunker médical à Berlin jusqu'à la fin de la guerre. Dès le 17 mai 1945, il est nommé conseiller de santé du premier conseil municipal d'après-guerre de Berlin. Il hésite toutefois à licencier du service de santé ses membres fascistes.
Le 12 octobre 1945, les puissances alliées décident de le démettre de ses fonctions à cause de son rôle pendant la période nazie.
Sauerbruch signe l'appel de création du parti CDU à Berlin. En revanche, il s'oppose au travail de clarification concernant la participation de médecins allemands aux crimes nazis demandé notamment par Alexander Mitscherlich.
Dans l'ancienne Allemagne de l'Est, tout comme en Allemagne de l'Ouest, Sauerbruch est considéré comme une figure de proue de la science.
Pendant les années suivantes, il continue d'opérer dans une clinique de Berlin-Grunewald, mais ses capacités diminuaient à la suite d'une sénilité croissante, ce qui a provoqué des accidents médicaux importants, rapportés notamment dans le livre (Thorwald 1983).
Ferdinand Sauerbruch est enterré dans un Ehrengrab du cimetière Wannsee à Berlin.

## Réalisations
Sauerbruch a été un chirurgien influent de la première moitié du XXe siècle et sa renommée a été considérable en Allemagne comme à l'étranger. Alors qu'il exerce à l'hôpital universitaire de Zürich, Il est le premier, en 1911, a réaliser une thymectomie chez une patiente de 20 ans atteinte à la fois d'une myasthénie et d'une hyperthyroïdie,.
Il est à l'origine de deux innovations majeures en technique chirurgicale. Sa première invention date de 1904. Il s'agit de l'introduction d'un procédé permettant des opérations à thorax ouvert. Pour éviter un affaissement des poumons (pneumothorax), Sauerbruch fabrique une grande chambre où la pression est diminuée à un dixième de la pression normale ; dans cet espace, les opérations du poumon peuvent être effectuées normalement. Ce procédé est modifié peu de temps après : la sous-pression externe est remplacée par une surpression interne au poumon. Ce procédé est combiné avec une intubation trachéale. Le deuxième apport de Sauerbruch est le développement d'une prothèse de l'avant-bras, appelée en allemand Sauerbruch-Arm (de). Cette prothèse permettait, en reliant des muscles à des pièces mécaniques, des mouvements élaborés. Le coût important, ainsi que des problèmes d'infections, en ont limité l'usage. Parmi les patients figure le peintre et sculpteur
Hubert Weber (de) qui a perdu ses deux mains durant la guerre. Le succès des opérations a été amplement exploité par Sauerbruch qui emmenait Hubert Weber à diverses manifestations scientifiques pour démontrer l'efficacité de son invention.
Sauerbruch a aussi apporté des innovations en chirurgie du cœur, de l'estomac et de l'œsophage. Il est l'auteur de plusieurs manuels de chirurgie, dont l'un Chirurgie der Brustorgane, existe en anglais sous le titre Thoracic surgery.
Il participe en 1929 au deuxième cours universitaire de Davos, avec de nombreux autres intellectuels français et allemands. Par la suite, l'isolement scientifique de l'Allemagne, couplé aussi à la domination de Sauerbruch sur la chirurgie allemande, a eu pour conséquence un retard important de l'Allemagne dans les progrès de la chirurgie par rapport au reste du monde, apparu après la fin de la guerre.

## Divers

### Famille
- Son fils Hans (1910-1996) est peintre ; il a vécu à Berlin, Rome, et après la guerre à Constance : il est père de l'architecte Matthias Sauerbruch (en).
- Son fils Peter (né le 5 juin 1913 à Zürich, et mort le 29 septembre 2010) est officier de carrière. Il reçoit en 1943 le Ritterkreuz des Eisernen Kreuzes, en tant que Hauptmann dans l'état major de la 14e Panzerdivision et chef de la Kampfgruppe Sauerbruch. Il était informé, par Claus Schenk Graf von Stauffenberg, des projets d'attentat du complot du 20 juillet.
- Son troisième fils Friedrich est également chirurgien. Il est assistant de son père, et c'est lui qui a pris la responsabilité de mettre un terme aux activités de son père à l'hôpital de la Charité quand sa maladie avait causé des dégâts. Il a vécu à Berlin puis à Moers.
- Son petit-fils Tilman est professeur titulaire, directeur de la clinique médicale et polyclinique de l'université de Bonn.

### Distinctions
- L'astéroïde Sauerbruch porte son nom.
- Le lycée Ferdinand-Sauerbruch-Gymnasium de la ville Großröhrsdorf en Saxonie porte son nom.
- Plusieurs rues de villes allemandes portent le nom de Ferdinand-Sauerbruch, comme à Coblence, Greifswald, Ulm, Cottbus, Itzehoe, Töging am Inn, Muhr am See, etc.

## Ses mémoires
En 1951, l'année de sa mort, paraît sous le titre Das war mein Leben (C'était ma vie) un livre de souvenirs qui a un succès considérable, mais suscite des discussions. Les souvenirs ont été recueillis par Hans Rudolf Berndorff (de), journaliste et écrivain au passé nazi. Rudolf Nissen, dans son livre « Helle Blätter, dunkle Blätter », critique la véracité du texte, et conteste qu'il s'agisse d'une autobiographie. Il décrit avec précision la genèse du texte durant une période où Sauerbruch souffrait de graves troubles de la mémoire. Le texte, qui fourmillerait d'erreurs, serait en fait entièrement dû à Berndorff.
Un film au titre Sauerbruch – Das war mein Leben a été tourné en 1954 à partir du livre. Le rôle principal est tenu par Ewald Balser. À son tour, il embellit la vie et l’œuvre de Sauerbruch, sans mentionner son affinité avec le régime nazi, et en présentant sans recul comme un être totalement désintéressé.
Dans une série d'émissions de la télévision est-allemande intitulée Berühmte Ärzte der Charité (médecins célèbre de l'hôpital Charité), l'émission du 18 décembre 1983, avec pour titre Die dunklen Jahre (les années sombres) décrit Sauerbruch. C'est Alfred Müller qui incarne le Geheimrat Sauerbruch.
Une pièce radiophonique du Nordwestdeutscher Rundfunk de 1952 intitulée Aus dem Leben eines Arztes. Der Chirurg Ferdinand Sauerbruch erzählt (« La vie d'un médecin. Le chirurgien Ferdinand Sauerbruch raconte »), mise en scène par Alfred Prugel, a pour acteur principal Willy Maertens.

## Dans les arts et la culture populaire

### Filmographie

#### Cinéma
- 1954 ; Ewald Balser le joue dans Héros en blanc.

#### Télévision
- 2017 : Ulrich Noethen le joue dans Charité.

## Publications (extrait)
- (de) Hans Hans Weberstedt (éditeur), Deutschland fordert Gleichberechtigung : Eine Sammlung von Aufsätzen und Rundfunkreden über die Fragen der Gleichberechtigung, Sicherheit und Abrüstung, Leipzig, Armanen-Verlag, 1933, 93 p. (Sauerbruch figure comme contributeur aux côtés d'autres personnes, comme Johann von Leers ou Wilhelm Ziegler (de).)
- (de) Ferdinand Sauerbruch, Das war mein Leben : Autobiographie, Kindler & Schiermeyer, 1951 (Nombreuses réimpressions, et traductions)
- Ferdinand Sauerbruch (trad. Michel Forstetter), Mes Souvenirs de chirurgien, Denoël, 1952, 291 p. (Traduction du précédent)
- (de) Ferdinand Sauerbruch et Rudolf Nissen, Allgemeine Operationslehre, Leipzig, J. A. Barth, 1933, vii+240
- (de) Ferdinand Sauerbruch et Hans Wenke, Wesen und Bedeutung des Schmerzes, Berlin, Junker & Dünnhaupt, 1936, 117 p.

## Littérature sur Sauerbruch
- (de) Werner E. Gerabek, « Ferdinand Sauerbruch », dans Neue Deutsche Biographie (NDB), vol. 22, Berlin, Duncker & Humblot, 2005, p. 459–460 (original numérisé).
- (en) Marc Dewey, Udo Schagen, Wolfgang U. Eckart et Eva Schönenberger, « Ernst Ferdinand Sauerbruch and his ambiguous role in the period of National Socialism », Annals of Surgery, Lippincott, Williams & Wilkins, vol. 244, no 2,‎ août 2006, p. 315–321 (lire en ligne) (Cet article contient notamment une édition commentée des discours de Sauerbruch, traduits en anglais.)
- (de) Wolfgang U. Eckart, « Ernst Ferdinand Sauerbruch (1875–1951) », dans Michael Fröhlich (éditeur), Die Weimarer Republik : Portrait einer Epoche in Biographien, Darmstadt, 2002, p. 175–187
- (de) Rudolf Nissen, Helle Blätter, dunkle Blätter : Erinnerungen eines Chirurgen, Deutsche Verlags-Anstalt, 1969, 398 p. (ISBN 3-609-16029-2) (Plusieurs rééditions, un chapitre (pages 143-180) sur Sauerbruch)
- (de) Leo Norpoth (de), « Ferdinand Sauerbruch (1875-1951) », dans Edmund Strutz (éditeur), Rheinische Lebensbilder, vol. 1, 1961, p. 207-223
- (de) Sabine Schleiermacher et Udo Schargen (éditeurs), Die Charité im Dritten Reich : Zur Dienstbarkeit medizinischer Wissenschaft im Nationalsozialismus, Paderborn, F. Schöningh, 2008, 272 p. (ISBN 978-3-506-76476-8 et 3-506-76476-4)
- (de) Jürgen Thorwald, Die Entlassung : Das Ende des Chirurgen Ferdinand Sauerbruch, Munich, 1983, 256 p. (ISBN 3-426-00011-3) (La famille de Sauerbruch a essayé d'empêcher la publication de ce livre, écrit par un auteur à succès. Voir à ce propos l'article du Spiegel de 1961. Le livre a été traduit en français sous le titre La fin d'un grand chirurgien : Ferdinand Sauerbruch par Raymond Henry, Paris, Albin Michel 1962.)
- (de) Friedrich Stelzner, Lebenswellen, Lebenswogen eines Chirurgen, Hüthig Jehle Rehm, 1998, 400 p. (ISBN 978-3-609-51630-1)
- Christian Hardinghaus (de): Ferdinand Sauerbruch und die Charité – Operationen gegen Hitler Europa Verlag, München 2019  (ISBN 978-3-95890-236-7)[15].
- Hans Rudolf Berndorff (de): Stelldichein mit dem Tode. Eine vergessene Episode aus dem Leben Sauerbruchs. In: Ferdinand Sauerbruch, Hans Rudolf Berndorff: Das war mein Leben. Kindler & Schiermeyer, Bad Wörishofen 1951; benutzt: Lizenzausgabe für Bertelsmann Lesering, Gütersloh 1956, S. 439–456.
- Rudolf Nissen: Helle Blätter, dunkle Blätter. Erinnerungen eines Chirurgen. DVA 1969, öfters Neuaufl., zuletzt: Reprint Ecomed, Landsberg 2001  (ISBN 3-609-16029-2). (S. 186–188: Wiedergabe eines Briefes, den Sauerbruch im April 1933 an diesen seinen Schüler jüdischer Herkunft schrieb, um ihn (vergeblich) zum Bleiben in Nazi-Deutschland zu bewegen. Eine interessante Quelle, wie Sauerbruch zu dieser Zeit intern den Nationalsozialismus einschätzte.) Explizite Biographie Sauerbruchs im Kapitel Sauerbruch: S. 143 bis 180, als Gegen-Entwurf zu Das war mein Leben (sowie häufige Erwähnung Sauerbruchs passim). Sein vergeblicher Versuch, durch Verhandlungen das Berndorff-Buch in dieser Form zu verhindern.
- Jürgen Thorwald: Die Entlassung. Das Ende des Chirurgen Ferdinand Sauerbruch. München 1983  (ISBN 3-426-00011-3) (das Buch war wegen seiner Aussagen Gegenstand rechtlicher Auseinandersetzungen).